# Kyjevská národní univerzita stavebnictví a architektury

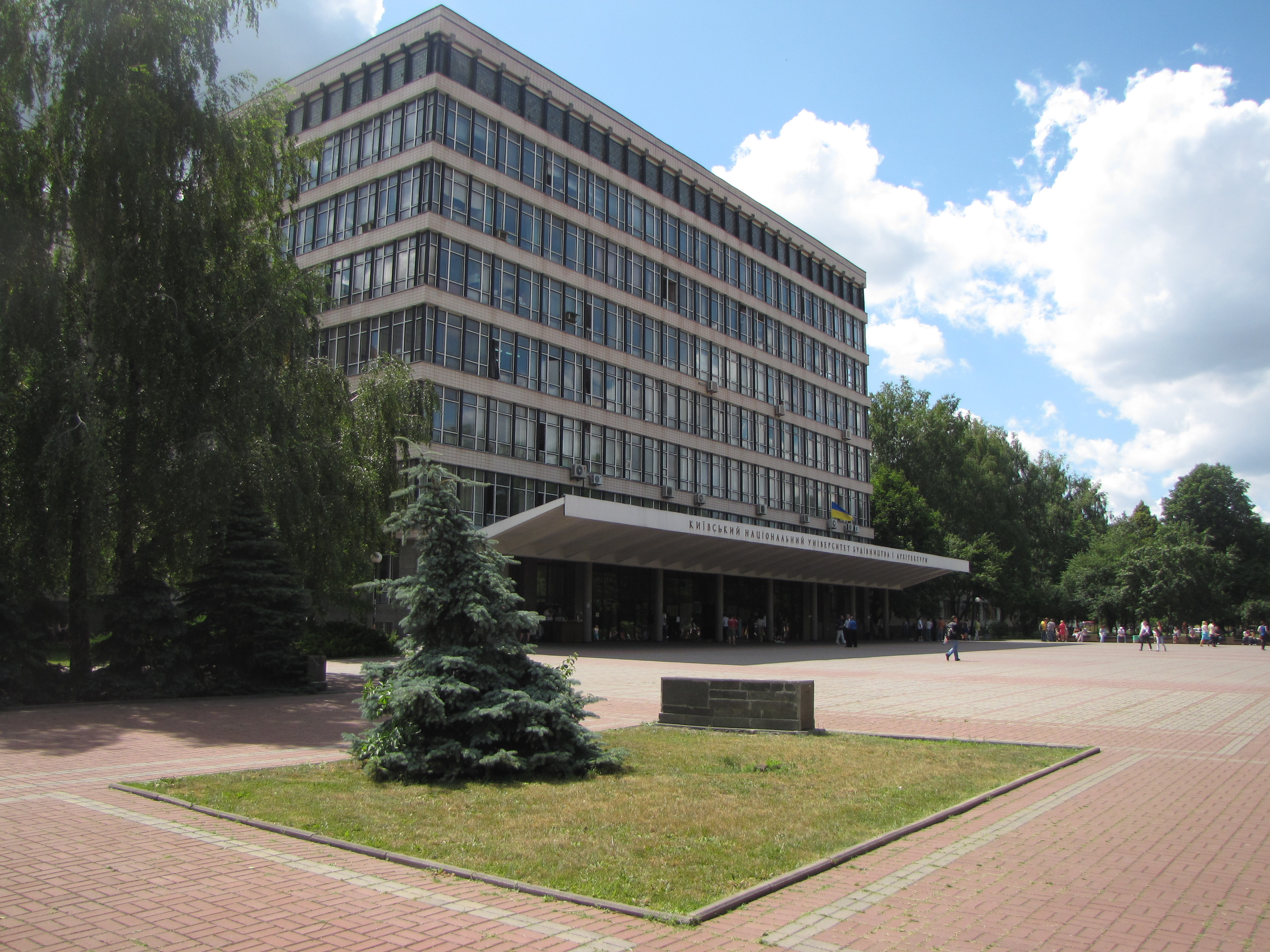
Hlavní budova

Kyjevská národní univerzita stavebnictví a architektury (neformálně označovaná jako KNUBA) — známá pod svým dřívějším názvem Kyjevský stavební institut — je největší a nejdůležitější stavební a architekturská univerzita na Ukrajině, která se nachází v hlavním městě Kyjevě.

## Dějiny
Instituce byla založena v roce 1930 jako Kyjevský stavební institut na základě tovární a komunální stavební pobočky Kyjevského polytechnického institutu (KPI) a fakulty architektury Kyjevského uměleckého institutu . Během sovětské éry po druhé světové válce se KISI stala druhou nejvyšší technickou a zároveň architektonickou fakultou v SSSR hned za Moskevským stavebním institutem (МИСИ), co do významu, tak i velikosti.
Dekretem kabinetu ministrů Ukrajiny ze dne 13. srpna 1993 byla na základě Kyjevského institutu stavebního inženýrství vytvořena i Kyjevská státní technická univerzita stavebnictví a architektury. Dne 28. února 1999 byl výnosem prezidenta Ukrajiny (217/99) univerzitě přiznán status národní univerzity pod názvem „Kyjevská národní univerzita stavebnictví a architektury“.

## Studentský život
Vzdělávací a vědeckou práci organizuje a provádí více než 96 kateder čítajících asi 800 profesorů, instruktorů a ostatních zaměstnanců.
Na univerzitě studuje asi 10 500 studentů. Po ukončení studia získají úrovně kvalifikace vzdělání bakalář, bakalář specialista, magister a doktor. Postgraduální kurzy jsou asi 30 specialit k dispozici na univerzitě pro ty, kteří se rozhodli pokračovat v odborném a vědeckém vzdělávání pod vedením zkušených pracovníků. Postgraduální příprava disponuje ve 25 vědeckých oborech, 7 výzkumných ústavech a 11 specializovaných výzkumných laboratořích.

### Vzdělávací centra
Areál kampusu zahrnuje šest vzdělávacích center.
- Centrum informačních technologií a specializované laboratoře podporované počítačem, sportovní komplex
- knihovní komplex
- Knihovna a čtecí sál (více než 1 milion odborných publikací)
- osm ubytoven
- hotel
- sanatorium
- vzdělávací a rehabilitační střediska
- potravinářské podniky a obchody

## Akademici
KNUBA je velká výzkumná univerzita se studijním programem v bakalářských, magisterských a doktorských programech.

## Fakulty
- Fakulta architektury
- Stavební fakulta
- Stavební fakulta technologická
- Fakulta automatizace a informačních technologií
- Fakulta geoinformačních systémů a technologií správy území

## Výzkum
KNUBA provádí odbornou výzkumnou činnost. Asi 300 postgraduálních studentů je v současné době (2021) zaměřeno na individuální výzkumné projekty.
Ředitelem postgraduální divize je profesor Vitalii Ploskyi, D.Sc. 

## Ocenění a pověst
- Hodnocení ukrajinských univerzit "Compass" -2012 - 5. místo
- V oboru stavebnictví a architektury - 1. místo

## Spolupráce
- Vysoká škola aplikovaných věd v Augsburgu, Německo
- Univerzita v Hagenu, Německo
- HAWK Universita aplikovaných věd, Hildesheim / Holzminden / Goettingen, Německo
- Technická univerzita v Braunschweigu, Německo
- Korutanská univerzita aplikovaných věd, Rakousko
- VGTU Vilnius Gediminas technická universita, Litva
- Doněcká národní technická univerzita, Ukrajina